# Життєво важливе повідомлення
Повідомлення Вітала (англ. The Vital Message) було написано Артуром Конан Дойлем. Вперше воно було опубліковано в Сполучених Штатах, компанією Н. Duran в Нью-Йорку в 1919 році.